# Martin Dragosits
Martin Dragosits est un écrivain autrichien né le 25 février 1965 à Vienne.

## Biographie
Martin Dragosits est né à Vienne en Autriche. Après son baccalauréat économique il a commencé à travailler en tant qu'informaticien, d'abord comme programmeur et plus tard dans des fonctions gérantes. Pendant les années 1980, il publia de premiers poèmes dans des revues littéraires et des anthologies en Autriche, Allemagne et Suisse,. D'ailleurs, Dragosits écrit des critiques littéraires.
Dragosits vit et travaille à Vienne. Il est membre des associations d'écrivains d'Autriche Grazer Autorinnen Autorenversammlung (GAV), Österreichischer Schriftstellerverband et IG Autorinnen Autoren.

## Œuvre

### Livres
- Der Teufel hat den Blues verkauft, poésie, Arovell Verlag, Gosau 2007,  (ISBN 978-3-902547-44-6)
- Der Himmel hat sich verspätet, poésie, Arovell Verlag, Gosau 2010,  (ISBN 978-3-902547-01-9)

### Contributions anthologiques
- pazifist, poème, dans Unter der Wärme des Schnees - Neue Lyrik aus Österreich, Édition Umbruch, Mödling/Vienne, 1987,  (ISBN 978-3900602055)
- Lichtspiele, poème, dans Lass uns herzen!: 24 Stunden Poesie - Wettbewerb Liebe und Lyrik, éd. Anton G. Leitner, Munich, 2005,  (ISBN 978-3-8334-3941-4)
- This is not a love song, poème, dans : best german underground lyriks 2005, Acheron Verlag, Leipzig 2006,  (ISBN 3-9810222-1-1)
- Ableger, poème, dans : Leben und Tod, Lerato Verlag, Oschersleben 2006,  (ISBN 978-3-938882-08-5)
- Hommage, poème, dans : Die Tyrannei von Feder und Flasche, Acheron Verlag, Leipzig 2006,  (ISBN 3-9810222-2-X)
- Weltmeisterschaft et Gesetzeskonform, poèmes, dans : best german underground lyriks 2006, Acheron Verlag, Leipzig 2007,  (ISBN 978-3-9810222-4-7)
- Die Wichtigen, poème, dans : Als wäre es gestern gewesen - Als könnte es morgen sein, Lerato Verlag, Oschersleben, éd. Fienhold/Meyer/Ganter, 2007,  (ISBN 978-3-938882-41-2)
- Ergebnis, poème, dans : Wortbeben - Komische Gedichte, Lerato Verlag, Oschersleben, 2007,  (ISBN 978-3938882610)
- Kopftuchverbot, poème, dans :, Fügungen und Schicksale - Geschichten und Gedichte aus dem Land, Österreichischer Agrarverlag, Vienne, 2008,  (ISBN 978-3-7040-2320-9)
- Einmal, poème, dans: Trau.Schau.Frau - Frauen auf dem Lande, Österreichischer Agrarverlag, Vienne, 2009,  (ISBN 978-3-7040-2374-2)